# Bagganadu, Hiriyur
Bagganadu là một làng thuộc tehsil Hiriyur, huyện Chitradurga, bang Karnataka, Ấn Độ.